# Tsultrim Gyatso
Tsultrim Gyatso (Litang, 29 de março de 1816 – Lassa, 30 de setembro de 1837) foi o 10º Dalai Lama do Tibete. Viveu entre 1816 e 1837.

## Vida
Tsultrim Gyatso nasceu em 1816, em uma família modesta de Chamdo, no leste do Tibete.
Naquela época, o Tibete estava passando por um período político e social particularmente opaco, no contexto de um governo fraco e corrupto e inúmeras potências estrangeiras nos arredores tentando se infiltrar no reino das montanhas, mas o VII Panchen Lama, Palden Tenpai Nyima, querendo encontrar uma solução entrou em jogo e pela primeira vez ele usou a Urna Dourada, um artefato antigo que foi reconhecido como tendo imensos poderes, para identificar o novo Dalai Lama. Forneceu muitos sinais pelos quais, em 1820, permitiu aos lamas encontrar a reencarnação do Buda da Compaixão no filho de Chamdo , que foi entronizado na Potala em 1822, embora a família de origem permanecesse sem herdeiros. Dado o grande poder demonstrado, a urna dourada foi consultada várias vezes no futuro para a identificação dos novos Dalai Lamas.
Tendo se tornado monge, teve o tutor principal no VII Panchen Lama. Em 1826, ingressou no Mosteiro de Drepung, onde aprendeu perfeitamente o Sutra e o Tantrismo, e foi iniciado nos principais textos do budismo tibetano que estudou constantemente ao longo de sua vida. Em 1831, logo que foi completamente investido no cargo por seu tutor Panchen Lama, renovou o Palácio Potala e, aos dezenove anos, recebeu a ordenação plena do Gelong, novamente do Grande Erudito.
Ele morreu em setembro de 1837, aos vinte e um anos.